# المخيم (فلم)
فيلم سينمائي آكشن وجريمة كويتي إنتاج عام 2017، تدور احداث الفلم في اطار الجريمة والاثارة والغموض. شارك في بطولة الفيلم كلٌ من عبد الرحمن العقل، ورامي العبد الله، وبدر الشرقاوي، ونواف النجم، ومحمد الوادي، وغني جمعة، وسعد كنعان، وجاسم النبهان. الفيلم من تأليف وإخراج نواف العازمي.